# 新肇站
新肇站是位于黑龙江省大庆市肇源县新站镇的一个铁路车站，邮政编码166516。车站始建于1964年7月，1966年12月交付使用，并在2011年重建。有通让铁路经过该站，现办理货运、客运业务。车站隶属沈阳铁路局白城车务段，是二等站。新肇站为沈阳铁路局首个战略装车点、货运能力达475万吨。

## 車站周邊
- 新站客运站
- 鸿韵休闲购物广场
- 新站人民医院
- 新站镇中心小学
- 龙江银行新站支行
- 农村商业银行新站信用社第二储蓄所
- 农村商业银行新站信用社
- 新站地税分局

## 歷史
- 建于1964年。